# Poveste de contrabandă
Poveste de contrabandă este o operă literară scrisă de Ion Luca Caragiale.